# Turska književnost
Turska književnost (tur. Türk literatürü) obuhvaća usmene kompozicije i pisane tekstove na turkijskim jezicima. Osmanski i azerski oblici turskog jezika, koji čine osnovu većeg dijela pismenog korpusa, bili su pod velikim utjecajem perzijske i arapske literature, i koristili su otomansku tursku abecedu.
Povijest šire turske književnosti obuhvaća razdoblje od skoro 1300 godina. Najstariji postojeći zapisi pisanog turskog jezika su Orhonovi natpisi, pronađeni u dolini rijeke Orhon u središnjoj Mongoliji i datiraju iz 7. stoljeća. Nakon tog razdoblja, između 9. i 11. stoljeća, među nomadskim turkijskim narodima središnje Azije nastala je tradicija usmenih epova, poput knjige Dede Korkut Turaka Oguza - jezičkih i kulturnih predaka modernog turskog naroda — i Kirgiza ep Manas.
Počevši od pobjede Seldžuka u bitci kod Manzikerta krajem 11. stoljeća, Turci Oguzi počeli su naseljavati se u Anatoliji, a pored ranijih usmenih predaja nastala je i pisana književna tradicija koja je proizlazila u velikoj mjeri - u smislu tema, žanrova i stilova - iz arapske i perzijske literature. Slijedećih 900 godina, sve do pada Otomanskog Carstva 1922. godine, usmena i pisana tradicija ostale su uglavnom odvojene jedna od druge. Osnivanjem Republike Turske 1923. godine, dvije tradicije prvi put su se spojile.
Književnost nove republike proizašla je velikim dijelom iz pokreta nacionalne književnosti prije neovisnosti, sa svojim korijenima istodobno u turskoj narodnoj tradiciji i u zapadnom pojmu napretka. Jedna važna promjena u turskoj književnosti donesena je 1928., kada je Mustafa Kemal inicirao nastanak i širenje modificirane verzije latinice, koja bi zamijenila osmansko pismo bazirano na arapskom. S vremenom je ova promjena, zajedno s promjenama u turskom obrazovnom sustavu, dovela do šire pismenosti u zemlji.
Orhan Pamuk (dobitnik Nobelove nagrade za književnost 2006.) i Elif Šafak među najvećim su turskim romanopiscima današnjice. Njihove knjige prevedene su i na hrvatski jezik. 